# Калашников, Юрий Сергеевич
Юрий Сергеевич Калашников (29 декабря 1909, Москва — 12 августа 1988, Москва) — советский театральный деятель, учёный-театровед, доктор искусствоведения. Главный редактор журнала «Театр». Начальник Главного управления театров (1948). Заместитель директора по научной части Института истории искусств АН СССР (1956—1973).

## Биография
Родился 29 декабря 1909 года в Москве. По другим данным, 26 декабря 1909 года (8 января 1910 года по новому стилю).
Учился в ГИТИСе на театроведческом факультете. Окончил обучение в 1932 году.
Начиная с 1931 года, публиковался в печати. В 1938 году был редактором первого русского издания «Работы актёра над собой».
В 1941 году поступил на службу в Комитет по делам искусств при СНК СССР.
В августе 1942 года был назначен начальником отдела театров и драматургии Главного управления репертуарного комитета.
В июле 1943 года был назначен начальником Главного управления учебными заведениями.
В 1944 году вступил в ВКП (б).
В феврале 1944 года был назначен начальником Главного управления театров.
25 марта 1948 года или в апреле 1948 года «за допущенные политические и государственные ошибки» был снят с должности. Причиной увольнения явилась постановка оперы «Великая дружба» (автор — Мурадели В. И.), по поводу которой было вынесено Постановление Политбюро ЦК ВКП(б) Об опере «Великая дружба». Параллельно было вынесено взыскание по партийной линии — строгий выговор за непосредственной подписью Сталина И. В.
В 1949 году поступил на работу в Институт истории искусств АН СССР младшим научным сотрудником. Занимался изучением этики Станиславского, написал на эту тему несколько статей, брошюру «Театральная этика К. С. Станиславского», монографию «Эстетический идеал Станиславского».
В 1956—1973 годах занимал в упомянутом институте должность заместителя директора по научной части. Принял участие в создании трёхтомного издания «Очерки истории русского советского драматического театра», в котором был автором ряда глав («Формалистические направления в театре» и др.).
Преподавал в ГИТИСе.
В 1963 году был главным редактором издательства ВТО.
В 1973 году перешёл на должность старшего научного сотрудника научно-исследовательского сектора Школы-студии МХАТ. В 1983 году начал исполнять обязанности руководителя упомянутого сектора.
В 1973—1988 годах состоял в комиссии по наследию К. С. Станиславского. Был главным редактором журнала «Театр».
Умер 12 августа 1988 года в Москве.

## Звания
- ???? — доктор искусствоведения[4].

## Публикации

### Статьи
- Ю. Калашников. Факты и концепции // Театр : журнал. — 1939. — № 7. — С. 149—151.
- Ю. Калашников. Спектакль о Ленине // Театр : журнал. — 1941. — № 1. — С. 24.
- Калашников Ю. «Русские люди» в Художественном театре // Литература и искусство. — 1943. — 25 сентября.
- Ю. Калашников. Вступительная статья // Василий Васильевич Ванин : Сборник. — М. : Искусство, 1955. — С. 3—96. — 256 с. — 10 000 экз.
- Ю. Калашников. Вступительная статья / П. И. Румянцев. — Работа Станиславского над оперой "Риголетто" : последняя оперная постановка Станиславского. — М. : Искусство, 1955. — 154 с. — 6000 экз.
- Ю. Калашников. Героические образы революционного прошлого // Правда : газета. — 1956. — № 22. — С. 2.
- Ю. Калашников. Предисловие // О художественной целостности спектакля / Попов А. Д.. — М. : Искусство, 1957. — 203 с. — 4000 экз.
- Калашников Ю. С. Вступительная статья // К. С. Станиславский о работе режиссера с актером / Горчаков Н. М.. — М. : [б. и.], 1958. — С. 3—21. — 283 с. — 7000 экз.
- Калашников Ю. Находки и потери. «Король Лир» в Театре им. Моссовета // Советская культура : газета. — 1958. — 10 июня.
- Ю. Калашников. Предисловие // Художественная целостность спектакля / Попов А. Д.. — М. : [б. и.], 1959. — 295 с. — 10 000 экз.
- Калашников Ю. Партийность — жизненная основа метода социалистического реализма // Вопросы эстетики. — М. : Искусство, 1960. — Вып. 3 / Акад. наук СССР, Ин-т истории искусств ; [отв. ред. Г. А. Недошивин]. — С. 3—24. — 476 с. — (Труды Института истории искусств).
- Калашников Ю., Сатаева М. Вл. И. Немирович-Данченко и кино (Обзор и публикация материалов) // Вопросы киноискусства : ежегодный ист.-теорет. сборник. — М. : Издательство Академии Наук СССР, 1961. — Вып. 5 / ред. С. И. Фрейлих. — С. 177—240. — 307 с. — 2500 экз.
- Калашников Ю. Основные методологические принципы построения истории искусств народов СССР // Вопросы киноискусства : ежегодный ист.-теорет. сборник. — М. : Издательство Академии Наук СССР, 1962. — Вып. 6 / ред. С. И. Фрейлих. — С. 123—139. — 352 с. — 2500 экз.
- Калашников Ю., Сатаева М. К.С.Станиславский и кино (Обзор и публикация материалов) // Вопросы киноискусства : ежегодный ист.-теорет. сборник. — М. : Издательство Академии Наук СССР, 1962. — Вып. 6 / ред. С. И. Фрейлих. — С. 281—317. — 352 с. — 2500 экз.
- Калашников Ю. С. Вступительная статья // Дмитрий Николаевич Орлов : книга о творчестве : сборник. — М. : Всерос. театральное о-во, 1962. — С. 5—40. — 311 с. — 10 000 экз.
- Ю. Калашников. Вступительная статья // Воспоминания и размышления о театре / Попов А. Д.. — М. : Всерос. театральное о-во, 1963. — С. 3—18. — 311 с. — 15 000 экз.
- Калашников Ю. А.П.Довженко и театр // Вопросы киноискусства : ежегодный ист.-теорет. сборник. — М. : Издательство Академии Наук СССР, 1966. — Вып. 9 / ред. С. И. Фрейлих. — С. 294—300. — 338 с. — 2300 экз.
- Калашников Ю. Драматургические опыты К. С. Станиславского // Вопросы театра. — М., 1966. — С. 94—127.
- Калашников Ю. Дали неоглядные // Спектакли и годы : сборник статей. — М., 1969. — С. 443—449.
- Калашников Ю. С., Прокофьев В. Н. Предисловие // Об искусстве театра : избранное / К. С. Станиславский. — М. : Всерос. театр. о-во, 1982. — 510 с.

### Книги
- Калашников, Ю. С. Этические основы системы К. С. Станиславского / Ю. С. Калашников ; Всесоюз. театр. о-во. — М. : [б. и.], 1956. — 55 с.
- Калашников Ю. С. Театральная этика Станиславского. — М. : ВТО, 1960. — 147 с. — 20 000 экз.
- Калашников Ю. С. Театр будущего : (Система К. С. Станиславского - метод реалистич. творчества). — М. : Знание, 1962. — 47 с. — (Новое в жизни, науке, технике. 6 серия. Литература и искусство ; 9)). — 50 300 экз.
- Калашников Ю. С. Традиции реализма на сцене : Условный театр в оценке К.С. Станиславского. — М. : ВТО, 1964. — 100 с. — 5000 экз.
- Калашников Ю. С. Эстетический идеал К. С. Станиславского. — М. : Наука, 1965. — 239 с. — 5000 экз.
- Калашников Ю. С. Театральная этика Станиславского : научно-популярная литература. — 2-е изд., испр. и доп. — М. : Всероссийское театральное общество, 1972. — 72 с.

### Редактура
- Беседы К. С. Станиславского : в студии Большого театра в 1918-1922 гг. / сост. К. Е. Антарова ; общ. ред. Ю. С. Калашников. — 2-е изд., доп. — М. : Всерос. театр. о-во, 1947. — 182 с.
- Театральная Москва : справ. / ред. Ю. С. Калашников. — М. : Изд-во газ. "Сов. искусство", 1947. — 210 с.
- Очерки истории русского советского драматического театра : в 3-х т.. — М. : Изд-во Акад. наук СССР, 1954. — Т. 1 : 1917—1934 / под ред. Ю. С. Калашникова (и др.). — 782 с.
- Вопросы киноискусства : сборник статей / [Отв. ред. Ю. С. Калашников] ; Акад. наук СССР. Ин-т история искусства. — М. : Искусство, 1955. — 440 с. — 2000 экз.
- Румянцев П. И. Работа Станиславского над оперой "Риголетто" : последняя оперная постановка Станиславского / П. И. Румянцев ; [Общ. ред. и вступ. статья Ю. С. Калашникова]. — М. : Искусство, 1955. — 154 с. — 6000 экз.
- Вопросы киноискусства. [Вып.1] : сборник статей и материалов / [Ред. коллегия: Н. Зоркая, Ю. Калашников (отв. ред.), С. Фрейлих] Вопросы киноискусства ; Акад. наук СССР. Ин-т истории искусств.. — М. : Издательство Академии наук СССР, 1956. — 284 с. — 3500 экз.
- Очерки истории советского кино / Ред. Ю.С. Калашников, Н.А. Лебедев, Л.П. Погожева, Р.Н. Юренев. — М. : Искусство, 1956. — Т. 1. 1917—1934. — 523 с.
- Горчаков Н. М. К. С. Станиславский о работе режиссера с актером / Н.М. Горчаков ; [Общая ред. и вступит, статья, с. 3-21, Ю. С. Калашникова]; Всерос. театр, о-во. — М. : [б. и.], 1958. — 283 с. — 7000 экз.
- Вопросы эстетики : Сборник статей. — М. : Искусство, 1959. — Вып. 2. : Против ревизионизма в искусстве и искусствознании / [Общая ред.; Ю. Калашникова и Г. Недошивина]. — 191 с.
- Очерки истории советского кино / Ред. Ю.С. Калашников, Н.А. Лебедев, Л.П. Погожева, Р.Н. Юренев. — М. : Искусство, 1959. — Т. 2. 1935—1945. — 869 с.
- Попов А. Д. Художественная целостность спектакля / А.Д. Попов ; [ред. и предисл. Ю.С. Калашникова] ; Всерос. театр. о-во. — М. : [б. и.], 1959. — 295 с. — 10 000 экз.
- Евдокия Дмитриевна Турчанинова : сборник статей / Под общ. ред. Ю. С. Калашникова ; Всерос. театр. о-во. — М. : Искусство, 1959. — 321 с. — 10 000 экз.
- Вопросы эстетики : Сборник статей / ред. Ю. С. Калашников. — М. : Искусство, 1960. — 184 с. — 7000 экз.
- Очерки истории русского советского драматического театра : в 3-х т.. — М. : Изд-во Акад. наук СССР, 1960. — Т. 2 : 1935—1945 / под ред. Ю. С. Калашникова (и др.). — 775 с.
- Очерки истории русского советского драматического театра : в 3-х т.. — М. : Изд-во Акад. наук СССР, 1961. — Т. 3 : 1945—1959 / под ред. Ю. С. Калашникова (и др.). — 641 с.
- Очерки истории советского кино / Ред. Ю.С. Калашников, Н.А. Лебедев, Л.П. Погожева, Р.Н. Юренев. — М. : Искусство, 1961. — Т. 3. 1946—1956. — 777 с.
- Дмитрий Николаевич Орлов : книга о творчестве : сборник / Общая ред. и вступ. статья Ю.С. Калашникова, с. 5-40. — М. : Всерос. театральное о-во, 1962. — 311 с. — 10 000 экз.
- Стасов В. В. Письма к деятелям русской культуры : в 2-х т. / В. В. Стасов; [Подготовка писем и коммент. Н. Д. Черникова ; Отв. ред. Ю. С. Калашников] ; Акад. наук СССР. Ин-т истории искусств М-ва культуры СССР. — М. : Изд-во Акад. наук СССР, 1962. — Т. 1. — 355 с. — 5000 экз.
- Попов А. Д. Воспоминания и размышления о театре / А.Д. Попов ; [вступ. статья, с. 3-18, и ред. Ю.С. Калашникова]. — М. : Всерос. театральное о-во, 1963. — 311 с. — 15 000 экз.
- Режиссер, учитель, друг : современники о творчестве А.Д. Попова : сборник воспоминаний / конс. Ю. С. Калашников. — М. : [б. и.], 1966. — 386 с.
- Довженко А. П. Собрание сочинений : в 4-х т.. — М. : Искусство, 1968. — Т. 3 / [Вступит. статьи и ред. М. П. Власова и Ю. С. Калашникова. Коммент. Н. Глаголевой]. — 772 с. — 12 000 экз.
- Станиславский — реформатор оперного искусства : Материалы, документы / Сост. Г. В. Кристи, О. С. Соболевская, ред. Ю. С. Калашников. — М. : Музыка, 1968. — 357 с. — 5000 экз.
- О воспитании актера : Сборник статей / Школа-студия (ВУЗ) им. В.И. Немировича-Данченко при МХАТ СССР им. М. Горького; Редкол.: Ю.С. Калашников (отв. ред.) и др.. — М. : Всерос. театр. о-во, 1982. — 295 с.
- Новицкая Л. П. Уроки вдохновения. Система К. С. Станиславского в действии / Ред. Ю. С. Калашников. — М. : ВТО, 1984. — 383 с.
- Режиссерские экземпляры К. С. Станиславского, 1898—1930 : в 6-ти т.. — М. : Искусство, 1988. — Т. 5 : 1905-1909. "Драма жизни" К. Гамсуна, "Месяц в деревне" И. С. Тургенева / [Подгот. текста и вступ. ст., с. 5-71, И. Н. Соловьевой; Ред. Ю. С. Калашникова]. — 622 с. — (Театр. наследие). — 13 410 экз.
- Станиславский - реформатор оперного искусства : материалы, документы / Науч.-исслед. комис. по изучению и изд. наследия К. С. Станиславского и В. И. Немировича-Данченко ; ред. Ю. С. Калашников ; сост.: Г. В. Кристи, О. С. Соболевская. — 4-е изд. — М. : Музыка, 1988. — 366 с. — ISBN 5-7140-0033-1.

## Рецензии, отзывы, критика
По мнению Александра Гладкова, в «Очерках истории русского советского драматического театра» подлинная история советского театра была фальсифицирована авторами, включая Калашникова; в частности, Мейерхольд необоснованно преподносился как злой гений и идеологический диверсант.
По воспоминаниям Ноны Шахназаровой, опубликованным в 2013 году, Юрий Калашников искренне и бескорыстно любил Институт истории искусств, единственный из руководителей всегда был на месте, никуда не выезжал, обеспечивал выполнение институтом непосредственных целей и задач, был инициатором создания многих важных трудов института: четырёхтомного издания «Русская художественная культура конца XIX — начала XX века», комплексного сборника «Интернациональное и национальное в искусстве», многотомных изданий «Истории искусства народов СССР» и других трудов. Несмотря на надлом, вызванный смертью сына, продолжал работать, оставаясь готовым к решению любых вопросов. Постоянному местонахождению Калашникова на рабочем месте была даже посвящены следующие строки песни сотрудника института Рудницкого, написанной им для «капустника»: «в кабинете, как на портрете, опять Калашников сидит, монументальный и инфернальный, глазами ясными глядит». Согласно примечаниям Фельдмана к упомянутым воспоминаниям, именно Калашников, воспользовавшись «оттепелью», осмелился проставить гриф института на монографию Рудницкого о Мейерхольде. По мнению Фельдмана, из института Калашников был уволен в связи с невозвращением из зарубежной туристической поездки Ивана Сечина, которому Калашников подписывал в эту поездку положительную характеристику.
По воспоминаниям Александра Галича, Юрий Калашников был высоким, голубоглазым, имел портретное сходство с Бенкендорфом. Галичу казалось, что имя Калашникова давно забыто.
По воспоминаниям Анатолия Смелянского (по иронии судьбы в 1988 году сменившего умершего Юрия Калашникова на посту руководителя научно-исследовательского сектора Школы-студии МХАТ), в бытность заместителем директора Института истории искусств Калашников был грузным, из-за постоянного нахождения в состоянии подпития лицо его приобрело красноватый оттенок. Уволен Калашников был из-за того, что научный сотрудник института Василий Васильевич Сечин, прибыв по туристической путёвке на Олимпиаду в Мюнхен, попросил там политическое убежище.